# Gustav Johansson
Pour les articles homonymes, voir Johansson.
Gustav Johansson, né le 2 mai 1999 à Falkenberg, est un coureur cycliste suédois.

## Biographie
Né à Falkenberg, Gustav Johansson grandit dans la localité voisine de Glommen. Il commence à se consacrer au cyclisme à l'âge de quatorze ans. Quelque temps plus tard, il intègre une équipe cycliste de Falun, qui possède le seul vélodrome de Suède. Il poursuit ensuite la compétition au sein de la formation danoise BT-Ridley Sydkisten. Durant ses débuts, il alterne les compétitions sur route et sur piste. Il termine notamment neuvième du championnat de Suède en ligne en 2020. Également actif dans le monde du travail, il dirige un petit magasin de gaufres et de glaces pendant la période estivale, sur ses terres de Glommen. 
En 2022, il commence à s'entraîner au vélodrome de Palma Arena, sur l'île de Majorque. Il délaisse alors la route pour privilégier les épreuves sur piste. Avec la sélection suédoise, il prend part aux championnats d'Europe. Il se qualifie également pour les championnats du monde, où il finit septième de la course aux points. Après Gösta Pettersson, il est le premier cycliste suédois depuis plus de 50 ans à participer à un championnat du monde sur piste. Au niveau national, il devient champion de Suède de l'omnium et de la course aux points. Il prend également part aux manches de la Ligue des champions. 
Lors de la saison 2023, il représente de nouveau son pays aux championnats du monde et aux championnats d'Europe. La même année, il est sacré triple champion national, dans l'omnium, la course aux points et le scratch. Il obtient par ailleurs sa première victoire élite dans une course UCI à l'occasion d'un omnium disputé à Barcelone.

## Palmarès sur piste

### Championnats nationaux
- 2022
  -  Champion de Suède de l'omnium
  -  Champion de Suède de course aux points
  - 2e du championnat de Suède de poursuite
- 2023
  -  Champion de Suède de l'omnium
  -  Champion de Suède de course aux points
  -  Champion de Suède du scratch

### Championnats des Pays nordiques
- Odense 2017
  -  Médaillé d'argent de l'américaine juniors (avec Oskar Palm)

## Palmarès sur route

### Par année
- 2019
  - 2e de la Nationaldagslinjet
  - 2e de la Falkenloppet
  - 3e de la Trampenlinjet
  - 3e de la Coupe de Suède
- 2021
  - 3e de la Falkenloppet

### Classements mondiaux
| Année                                 | 2020  |
| ------------------------------------- | ----- |
| Classement mondial                    | 1647e |
| UCI Europe Tour                       | 1222e |
|                                       |       |
| Légende : nc = non classéSource : UCI |       |